# 瑟內薩縣 (俄亥俄州)
瑟內薩縣（英語：Seneca County）是美國俄亥俄州中北部的一個縣。面積1,431平方公里。根據美國2000年人口普查，共有人口58,683。縣治蒂芬。
成立於1804年。縣名來自當地早期的居民瑟內薩人。